# Управдом
Управдом, распространённое сокращение словосочетаний управляющий домом, управляющий домами — название должностного лица, возглавляющего домоуправление, сотрудник, руководящий (управляющий) хозяйством общего пользования в многоквартирном доме (домах).
В литературе встречаются сокращения домоуправ, домуправ.

## История
Во времена СССР управдомами называли сотрудников жилищно-эксплуатационных управлений (ЖЭУ), осуществлявших управление жилыми домами. Работали они на основе договора о найме и, как правило, были жильцами управляемого дома.
Постановление ЦИК и СНК СССР от 17 октября 1937 года «О сохранении жилищного фонда и улучшении жилищного хозяйства в городах» предусматривало, что управдом отвечает за правильное ведение домового хозяйства; за своевременный ремонт дома и надлежащее качество ремонта; за содержание в порядке дома и его санитарно-технических устройств и мест общего пользования в квартирах (отопление, освещение, кухни, лестницы, уборные, газ, ванны, лифт и пр.).
В настоящее время управдом может быть нанят на работу или назначен жилищно-эксплуатационной организацией (ЖЭК, ЖЭУ и тому подобное) или выбран товариществом жильцов дома (домов). В последнем случае должность управдома может быть совмещена с должностью председателя кооператива или товарищества.

## Обязанности
Основная обязанность управдома — обеспечение технической эксплуатации дома (домов) в соответствии с требованиями нормативных актов в области жилищно-коммунального хозяйства.
В своей работе управдом руководствуется:
- нормативными документами в области жилищно-коммунального хозяйства;
- правилами внутреннего трудового распорядка жилищно-эксплуатационной организации или товарищества жильцов;
- правилами и нормами охраны труда, техники безопасности, санитарными нормами и правилами, правила противопожарной безопасности;
- проектной и технической документацией дома, договорной документацией жилищно-эксплуатационной организации или товарищества жильцов по вопросам технической эксплуатации и поставки коммунальных услуг.

Управдом по должности возглавляет службу эксплуатации жилого здания, состоящую из электрика, сантехника, дворника, уборщика, диспетчеров, работников парковки, и прочих технических работников службы эксплуатации. Также он контролирует соблюдение работниками службы эксплуатации должностных обязанностей, правил внутреннего трудового распорядка, вышеперечисленных норм и правил.

## В культуре
«Не надо оваций! Графа Монте-Кристо из меня не вышло! Придётся переквалифицироваться в управдомы!» — финальная фраза романа И. Ильфа и Е. Петрова «Золотой телёнок».
Самыми известными кинематографическими управдомами СССР стали:
- Нонна Мордюкова, сыгравшая роль Варвары Сергеевны Плющ в комедии Леонида Гайдая «Бриллиантовая рука» (её фраза «Не знаю, как там в Лондоне, я не была. Может там собака — друг человека. А у нас управдом — друг человека!» стала крылатой);
- Юрий Яковлев, сыгравший роль Ивана Васильевича Бунши в комедии Леонида Гайдая «Иван Васильевич меняет профессию»;
- Роман Карцев, сыгравший роль председателя домкома товарища Швондера в фильме Владимира Бортко «Собачье сердце».